# Pajutowie
Pajutowie, Pajuci (nazwa własna ‘Pī ūt, ang. Paiute – „Prawdziwi Ute” lub „Wodni Ute”) – plemię Indian północnoamerykańskich z szoszońskiej grupy języków uto-azteckich, zamieszkujące w przeszłości stany Arizona i Kalifornia (Pajutowie Południowi nazywani przez białych Kopaczami) oraz Idaho, Nevada, Oregon i Utah (Pajutowie Północni zwani Wężami, od nazwy rzeki Snake, nad którą zamieszkiwali) w Stanach Zjednoczonych.

## Legenda o pochodzeniu
Legenda Pajutów głosi, że Kobieta-Matka wszystkich ludów Pajute rozpaczała, ponieważ Mężczyzna, ojciec wszystkich Indian, rozdzielił swoje dzieci, wyznaczając im inne ścieżki życia. Dzieci te musiały walczyć ze sobą i żyć nierzadko we wzajemnej nienawiści. Kobieta rozpaczała tak bardzo, że w końcu zamieniła się w skałę, a jej łzy utworzyły jezioro Pyramid. „Kamienna Matka“ nadal siedzi nad wodami jeziora w zachodniej Nevadzie, mając u swego boku kosz, do którego zbiera kamienie dzielące jej dzieci. Większość badaczy uważa, że za legendą tą kryje się oddzielenie się w dawnych czasach Pajutów od Szoszonów.

## Historia i religia
Obie blisko spokrewnione ze sobą grupy były jednym z czterech plemion – obok Szoszonów, Banoków i Ute – zamieszkujących pustynne obszary Wielkiej Kotliny. Pajutowie Południowi, zwani czasem Kopaczami (ang. Diggers) ze względu na zbieranie jadalnych korzeni, nie stawiali zaciętego oporu kolonizacji. Bardziej wojowniczy Pajutowie Północni, żyjący w niezbyt liczebnych szczepach, zajmowali się łowiectwem i prymitywnym rolnictwem mieszkając w chatach zwanych wikiup. W latach pięćdziesiątych XIX wieku przeciwstawiali się najazdom białych osadników na swoje ziemie, bowiem przybysze, wędrujący do Oregonu i północnej Kalifornii niszczyli po drodze ich zasiewy, zanieczyszczali wodę pitną i wycinali na opał drzewa pinyon. Szczepy Pajutów uczestniczyły później także (1878) w wojnie Banoków, aż wreszcie, pod koniec XIX wieku, zostały zmuszone do osiedlenia się w rezerwatach.
Z plemienia Pajutów pochodził prorok Wovoka, twórca nowej mesjanistycznej religii zwanej Tańcem Duchów, przyjętej przez wiele plemion Zachodu w drugiej połowie XIX wieku. Obawy białych przed niezrozumiałym i potencjalnie groźnym dla nich „szaleństwem Mesjasza” doprowadziły do zmasakrowania 29 grudnia 1890 roku grupy Lakotów nad potokiem Wounded Knee i stopniowego spadku popularności religii Wovoki (obecnej w zmodyfikowanej formie wśród części Pajutów do dziś).

## Współczesność
Obecnie spora część Pajutów nadal zamieszkuje rezerwaty. Największymi są Duck Valley w Idaho, Pyramid Lake w Nevadzie i Warm Springs w Oregonie. Inni członkowie plemienia rozproszyli się po Stanach Zjednoczonych.